# Distrikt Maquía
Der Distrikt Maquía liegt in der Provinz Requena in der Region Loreto in Nordost-Peru. Der Distrikt wurde am 20. Juli 1946 gegründet. Er erstreckt sich über eine Fläche von 4895 km². Beim Zensus 2017 wurden 8384 Einwohner gezählt. Im Jahr 1993 lag die Einwohnerzahl bei 7236, im Jahr 2007 bei 7905. Die Distriktverwaltung befindet sich in der 122 m hoch gelegenen Ortschaft San Roque mit 970 Einwohnern (Stand 2017). San Roque befindet sich knapp 120 km südwestlich der Provinzhauptstadt Requena.

## Geographische Lage
Der Distrikt Maquía liegt im Amazonastiefland im Südwesten der Provinz Requena. Der nördliche Distriktteil erstreckt sich unterhalb der Aufspaltung des Río Ucayali in zwei Flussarme. Der südliche Distriktteil entspricht weitestgehend dem Einzugsgebiet des Río Maquía, rechter Nebenfluss des Río Ucayali.
Der Distrikt Maquía grenzt im Süden an den Distrikt Contamana (Provinz Ucayali), im Westen an die Distrikte Vargas Guerra und Sarayacu (beide ebenfalls in der Provinz Ucayali), im Nordwesten und im Norden an den Distrikt Puinahua, im Osten an den Distrikt Emilio San Martín sowie im äußersten Südosten an den Distrikt Alto Tapiche.

## Belege
1. ↑  Wayback Machine. 23. April 2008, archiviert vom Original am 23. April 2008; abgerufen am 12. Februar 2024.  Info: Der Archivlink wurde automatisch eingesetzt und noch nicht geprüft. Bitte prüfe Original- und Archivlink gemäß Anleitung und entferne dann diesen Hinweis.